# Socket 479
Socket 479は、通常ラップトップで用いられるインテルのPentium M／Celeron Mプロセッサ用のCPUソケットである。インテルによる公式な名称は、mFCPGAおよびmPGA479Mである。479という名前にもかかわらず、このソケットを使用するPentium Mプロセッサは、478ピンしか使用していない。

## 仕様
電気的なピン配置がSocket 478と異なるため、Pentium Mを通常のSocket 478のマザーボードで使用することは出来ないが、機械的にはPentium MをSocket 478に装着することは可能である。このため、AsusはSocket 479プロセッサを一部のAsus製マザーボードで使用可能とするドロップインボード(CT-479)を製作した。 現在では、Pentium M用のチップセットはIntel 855GM/GME/PM、Intel 915GM/GMS/PM、Intel 6300ESBに限られている。Intel 855GMEチップセットは全てのPentium Mプロセッサをサポートするが、Intel 855GMチップセットは90nm 2MB L2キャッシュ(Dothanコア)のプロセッサをサポートしない。

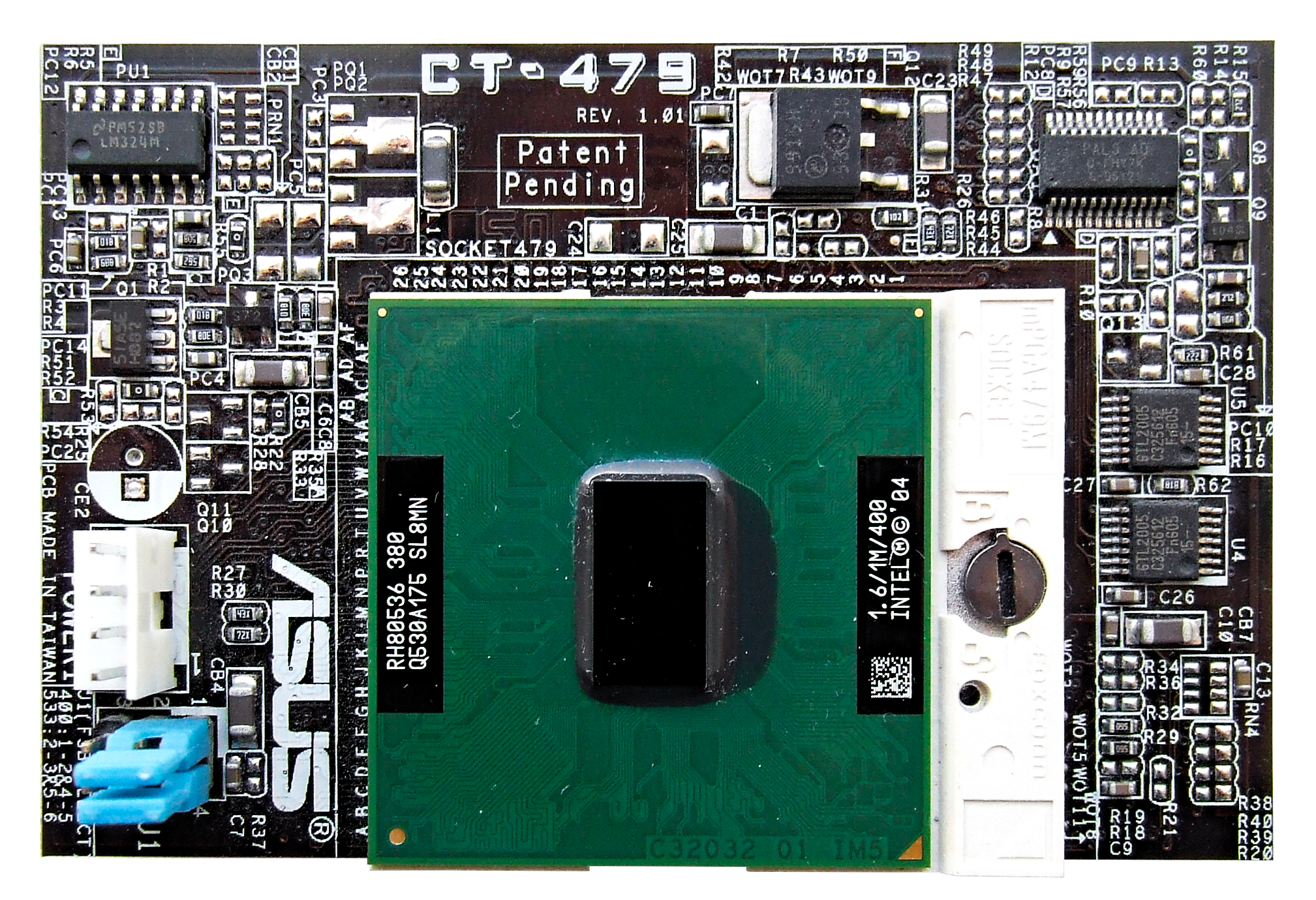
Asus CT-479 アダプタ

後年、インテルはCoreプロセッサ向けに、ピン配置を修正したSocket Mと呼ばれる新しいSocket 479をリリースした。このソケットは、プロセッサを誤ったソケットに誤挿入することを防止するため、Socket 479から1本のピンの配置を変更している。Socket MはIntel 945PM/945GMチップセットを使用した場合、667MT/sのフロントサイドバスをサポートする。

## 採用製品
CPU
- Intel
  - Pentium M
    - Banias 世代
    - Dothan 世代
- VIA
  - VIA C7-M

チップセット
- Intel
  - 845 Chipset
  - 855 Chipset
  - 915/925 Chipset
- ATI
  - Radeon IGP 350M, 9100
  - Radeon Xpress 200M
- SiS
  - 661
- VIA
  - PN800, VN800, VN896